# Impianto fotovoltaico

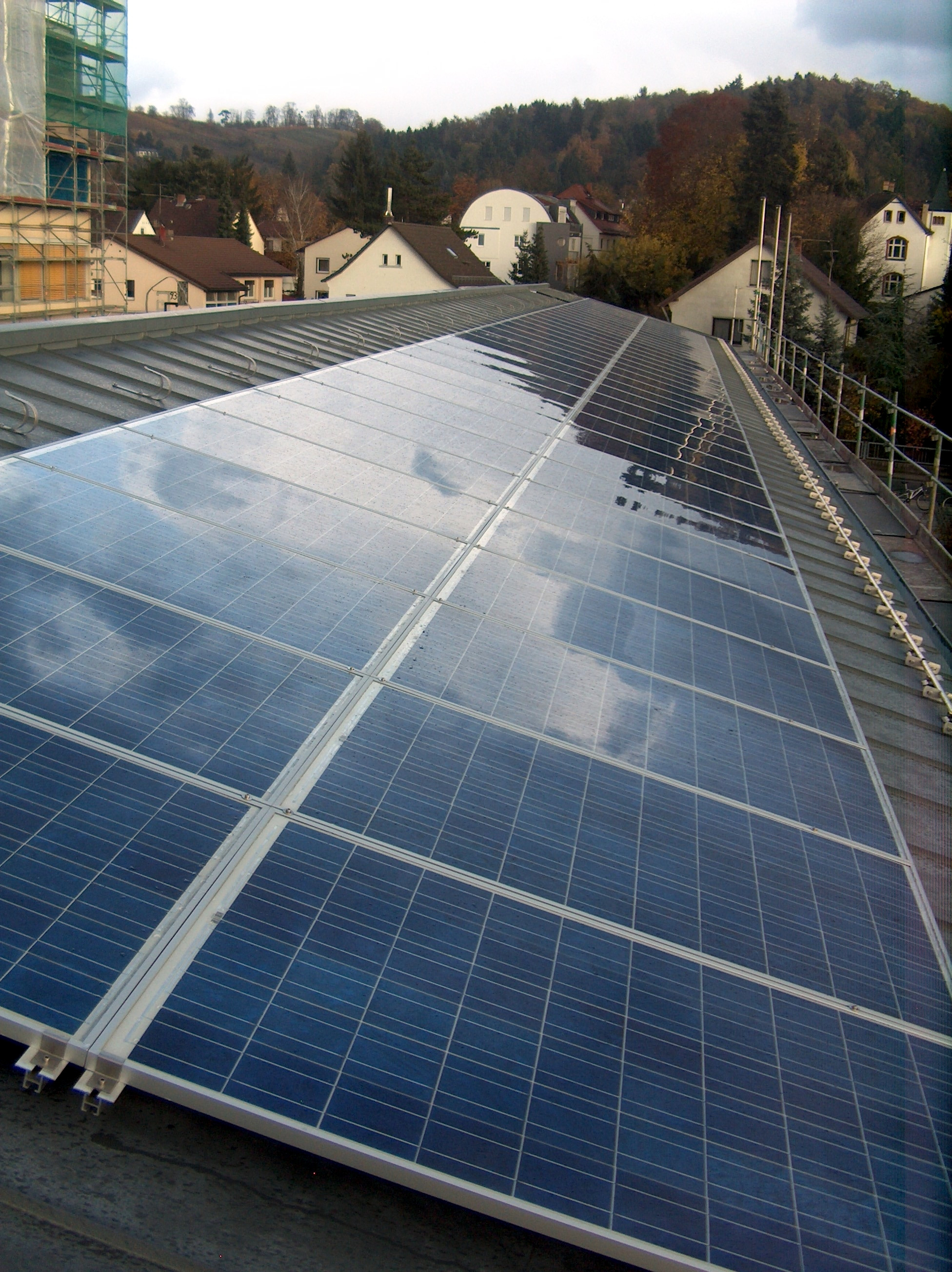
Un impianto fotovoltaico di circa 15,2 kWp di potenza

Un impianto fotovoltaico è un impianto elettrico costituito essenzialmente dall'assemblaggio di più moduli fotovoltaici che sfruttano l'energia solare per produrre energia elettrica mediante effetto fotovoltaico, della necessaria componente elettrica .

## Classificazione e tipologia
Gli impianti fotovoltaici sono principalmente suddivisi in 2 grandi famiglie:
- impianti "ad isola" (detti anche "off-grid"): non sono connessi ad alcuna rete di distribuzione, per cui sfruttano direttamente sul posto l'energia elettrica prodotta e accumulata in un accumulatore di energia (batterie). Esistono anche in modelli provvisori, facilmente smontabili e trasportabili[1];
- impianti "connessi in rete" (detti anche grid-connected): sono impianti connessi ad una rete elettrica di distribuzione esistente e gestita da terzi e spesso anche all'impianto elettrico privato da servire;

Un caso particolare di impianto ad isola, detto "ibrido", resta connesso alla rete elettrica di distribuzione, ma utilizza principalmente le sue fonti, una sola, o può avere una combinazione, ad esempio, fotovoltaico, eolico, gruppo elettrogeno, anche con l'aiuto di un accumulatore. Qualora nessuna delle fonti sia disponibile o l'accumulatore sia scarico, un circuito collega l'impianto alla rete elettrica per la continuità della fornitura.

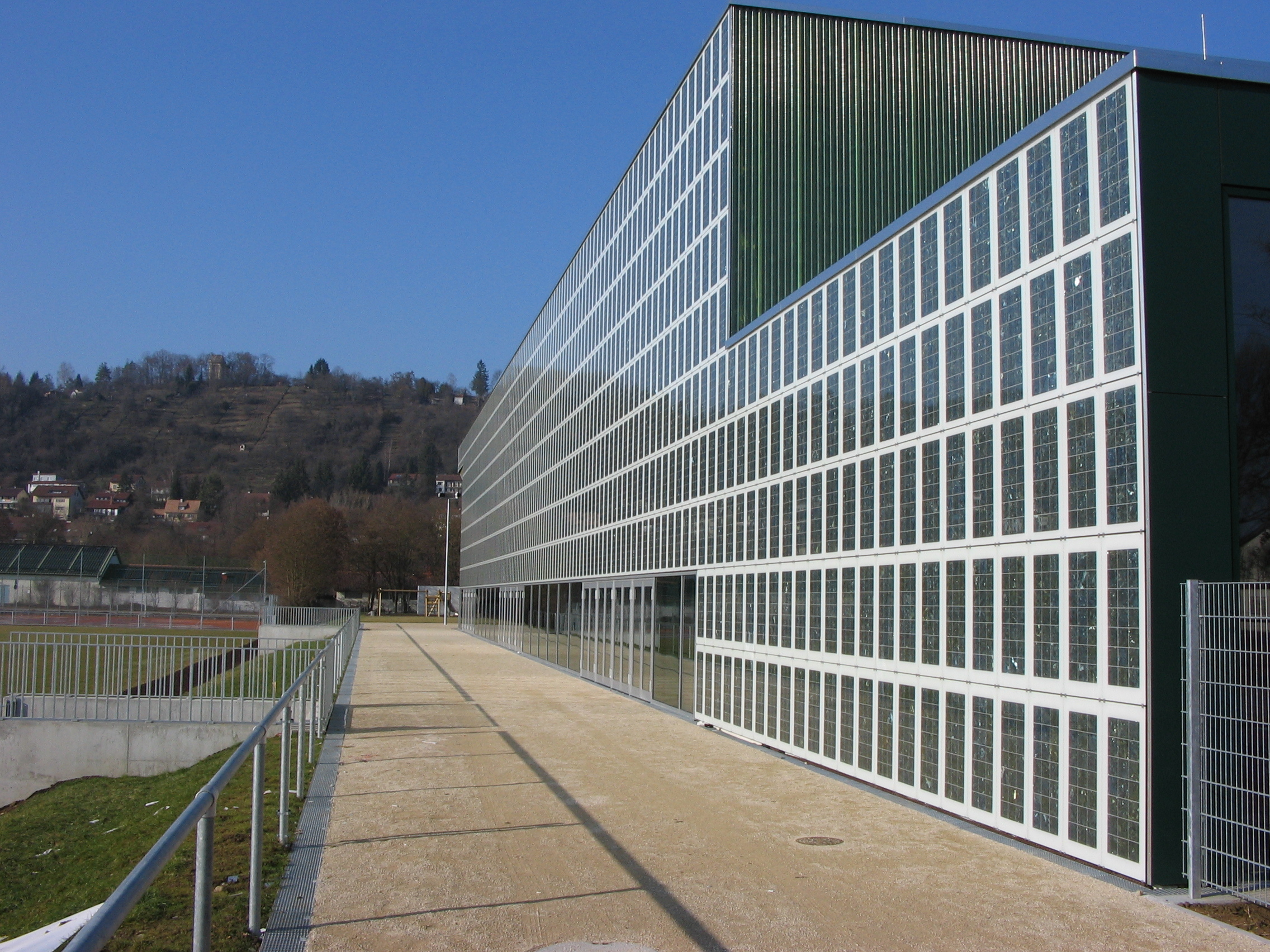
Un impianto BIPV a facciata

Dal punto di vista strutturale, va menzionata la posa "architettonicamente integrata" (noto anche con l'acronimo BIPV, Building Integrated PhotoVoltaics, ovvero "sistemi fotovoltaici architettonicamente integrati").
L'integrazione architettonica si ottiene ponendo i moduli fotovoltaici dell'impianto all'interno del profilo stesso dell'edificio che lo accoglie.
Le tecniche sono principalmente:
- sostituzione locale del manto di copertura (es. tegole o coppi) con un rivestimento idoneo a cui si sovrappone il campo fotovoltaico, in modo che questo risulti affogato nel manto di copertura;
- impiego di tecnologie idonee all'integrazione, come i film sottili;
- impiego di moduli fotovoltaici strutturali, che svolgono anche la funzione di infisso, con o senza vetrocamera.

I costi per realizzare un impianto fotovoltaico integrato sono più alti rispetto a quello tradizionale, ma il risultato estetico è privilegiato dalla normativa del Conto energia, con il riconoscimento di una tariffa incentivante sensibilmente più elevata.

### Impianti fotovoltaici ad isola (off-grid)

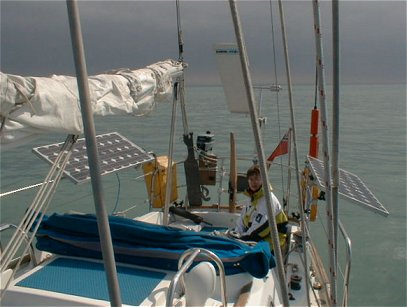
Un esempio di piccolo impianto a isola formato da due soli moduli

Questa famiglia è al servizio di quelle utenze elettriche isolate da altre fonti energetiche, come la rete nazionale in C.A., che si riforniscono da un impianto fotovoltaico elettricamente isolato ed autosufficiente.
I principali componenti di un impianto fotovoltaico ad isola sono generalmente:
- campo fotovoltaico, deputato a raccogliere energia mediante moduli fotovoltaici disposti opportunamente a favore del sole;
- batteria di accumulo o accumulatore, costituita da una o più batterie ricaricabili opportunamente connesse (serie/parallelo) deputata/e a conservare la carica elettrica fornita dai moduli in presenza di sufficiente irraggiamento solare per permetterne un utilizzo differito da parte degli apparecchi elettrici utilizzatori.
- domotica gestionale: una centralina può commutare automaticamente l'energia fra varie fonti rinnovabili (pannelli fv, eolici, generatori ecc. ecc) passando da uno all'altra o a batterie di accumulo ed infine anche al fornitore.
- regolatore di carica, deputato a stabilizzare l'energia raccolta e a gestirla all'interno del sistema in funzione di varie situazioni possibili;
- inverter altrimenti detto convertitore C.C./C.A., deputato a convertire la tensione continua (DC) in uscita dal pannello (solitamente 12 o 24/48 volt) in una tensione alternata (AC) più alta (in genere 110 o 230 volt per impianti fino a qualche kW, a 400 volt per impianti con potenze oltre i 5 kW).

Le tensioni più utilizzate sono 12 o 24 V. Conseguentemente, dato che la maggior parte dei moduli fotovoltaici utilizzati in questa tipologia di impianti ha tensioni in uscita pari a 12 o 24 V, le cosiddette stringhe elettriche che formano il campo sono costituite da pochissimi moduli, fino al limite del singolo modulo per stringa. In quest'ultimo caso, in pratica, il campo fotovoltaico è costituito da semplici paralleli elettrici tra moduli, dotati di diodi di stringa per la protezione dalle cosiddette correnti inverse di cui tratteremo oltre.
L'accumulatore è in genere costituito da monoblocchi, o elementi singoli specificamente progettati per cariche e scariche profonde e cicliche. Negli impianti che devono garantire continuità di servizio anche alle più severe condizioni non sono, in genere impiegati accumulatori per uso automobilistico, che pur funzionando a dovere hanno bassa "vita utile" ossia tollerano un minor numero di cicli di carica e scarica rispetto ad accumulatori progettati e costruiti appositamente per questo tipo di impiego. Nel caso di installazioni degli accumulatori su palo o in altezza (per es. pubblica illuminazione o lampione fotovoltaico) non possono essere utilizzati accumulatori per uso automobilistico in quanto eventuali perdite di elettrolita (che è costituito da una soluzione altamente corrosiva a base di acido solforico) potrebbero causare danni a persone, animali e cose. In queste installazioni si utilizzano appositi accumulatori nel quale l'elettrolita liquido è sostituito da uno speciale gel.
Il regolatore di carica è un dispositivo elettronico che possiede le seguenti funzionalità minime:
- sezionamento automatico del campo fotovoltaico (inteso come insieme di tutti i moduli) dalla batteria di accumulatori nel caso in cui la tensione erogata dai moduli sia inferiore a quella minima di ricarica degli accumulatori (cielo molto coperto, notte, guasti, interruzioni per manutenzioni ecc.); in questo caso infatti i moduli si comporterebbero come dei carichi resistivi scaricando gli accumulatori;
- sezionamento automatico del campo fotovoltaico dagli accumulatori in caso di ricarica completa ed eventuale bypass della corrente prodotta dai moduli in modo da inviarla direttamente all'inverter nel caso ci sia richiesta di energia da parte degli apparecchi utilizzatori;
- sezionamento automatico del campo fotovoltaico dagli accumulatori in caso di scarica totale di questi ultimi (batteria ormai esaurita) ed eventuale bypass della corrente prodotta dai moduli in modo da inviarla direttamente all'inverter nel caso ci sia richiesta di energia da parte degli apparecchi utilizzatori.

### Impianti fotovoltaici connessi in rete (grid-connected)
Questa famiglia identifica quelle utenze elettriche già servite dalla rete nazionale in AC, ma che immettono in rete tutta o parte della produzione elettrica risultante dal loro impianto fotovoltaico, opportunamente convertita in corrente alternata e sincronizzata a quella della rete, contribuendo alla cosiddetta generazione distribuita.
I principali componenti di un impianto fotovoltaico connesso alla rete sono:
- campo fotovoltaico, deputato a raccogliere energia mediante moduli fotovoltaici disposti opportunamente a favore del sole;
- cavi di connessione, componente spesso sottovalutata, devono presentare un'adeguata resistenza ai raggi UV ed alle alte temperature.
- quadro di campo, quadro in corrente continua costituito da eventuali diodi di blocco a protezione dalle possibili correnti inverse sulle stringhe, scaricatori per le sovratensioni e interruttori magnetotermici e/o fusibili per proteggere i cavi da eventuali sovraccarichi.
- inverter, deputato a stabilizzare l'energia raccolta, a convertirla in corrente alternata e ad iniettarla in rete;
- quadro di interfaccia, installato a valle dell'inverter ed equipaggiato di componenti necessari all'interfacciamento con la rete elettrica secondo le norme tecniche in vigore. (la norma di riferimento è la CEI 0-21 per la BT e la CEI 0-16 per la MT)

#### Impianti fotovoltaici "Plug and Play"

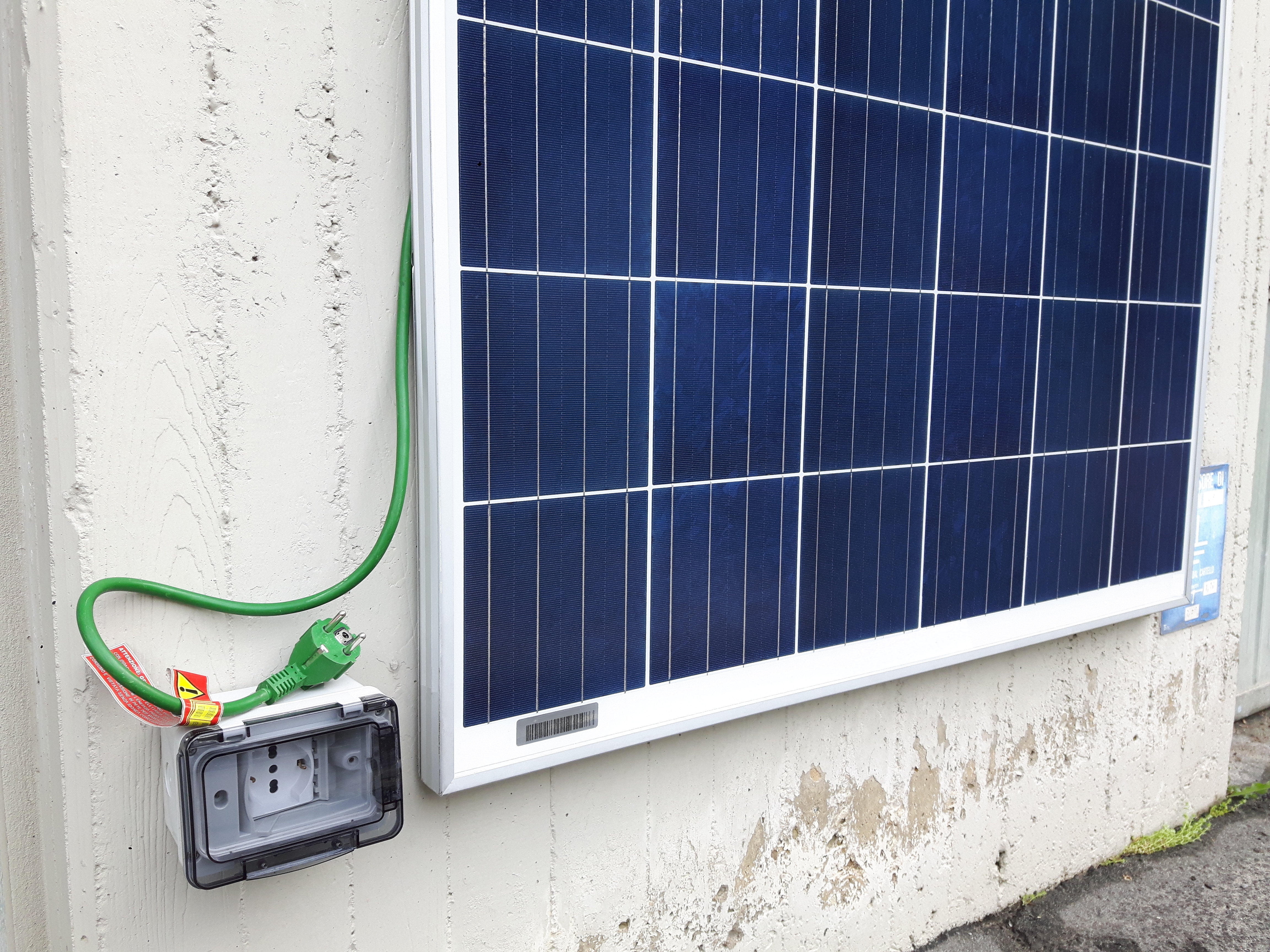
Impianto fotovoltaico "Plug and Play"

All'interno della famiglia degli impianti fotovoltaici connessi in rete si distinguono gli impianti "Plug and Play", ovvero sistemi di taglia ridotta non superiori a 350 watt che possono essere collegati direttamente all'impianto elettrico dell'utente, tramite una propria spina, alla normale presa di corrente domestica a 230 volt su un circuito elettrico dedicato, facente capo al centralino domestico.
Sono immediatamente utilizzabili senza particolari interventi tecnici o burocratici e contribuiscono al risparmio energetico dell'abitazione, per un 15% del fabbisogno annuale, sfruttando l'irraggiamento solare contestualmente disponibile.
Con la consultazione 614/2016/R/eel del 2016 vennero riportate le prime disposizioni della AEEGSI (oggi ARERA) per la connessione cogente di questi impianti a spina, di seguito definiti dalla stessa Autorità, "Impianti Fotovoltaici Plug & Play". La Norma CEI 0.21 definisce l'impianto di produzione "Plug and Play" come "un particolare impianto di taglia ridotta destinato alla produzione di elettricità, avente potenza nominale non superiore a 350 watt, che risulta completo e pronto alla connessione diretta tramite spina ad una presa dedicata e visivamente identificabile rispetto alle altre prese all'interno dell'impianto elettrico dell'utente".
Il 4 agosto 2020, con la Delibera 315/2020/R/eel di ARERA, vengono semplificate le condizioni procedurali ed economiche per la connessione di tutti gli impianti di generazione con potenza nominale inferiore a 800 watt, Plug and Play ivi compreso.

## Caratteristiche tecniche

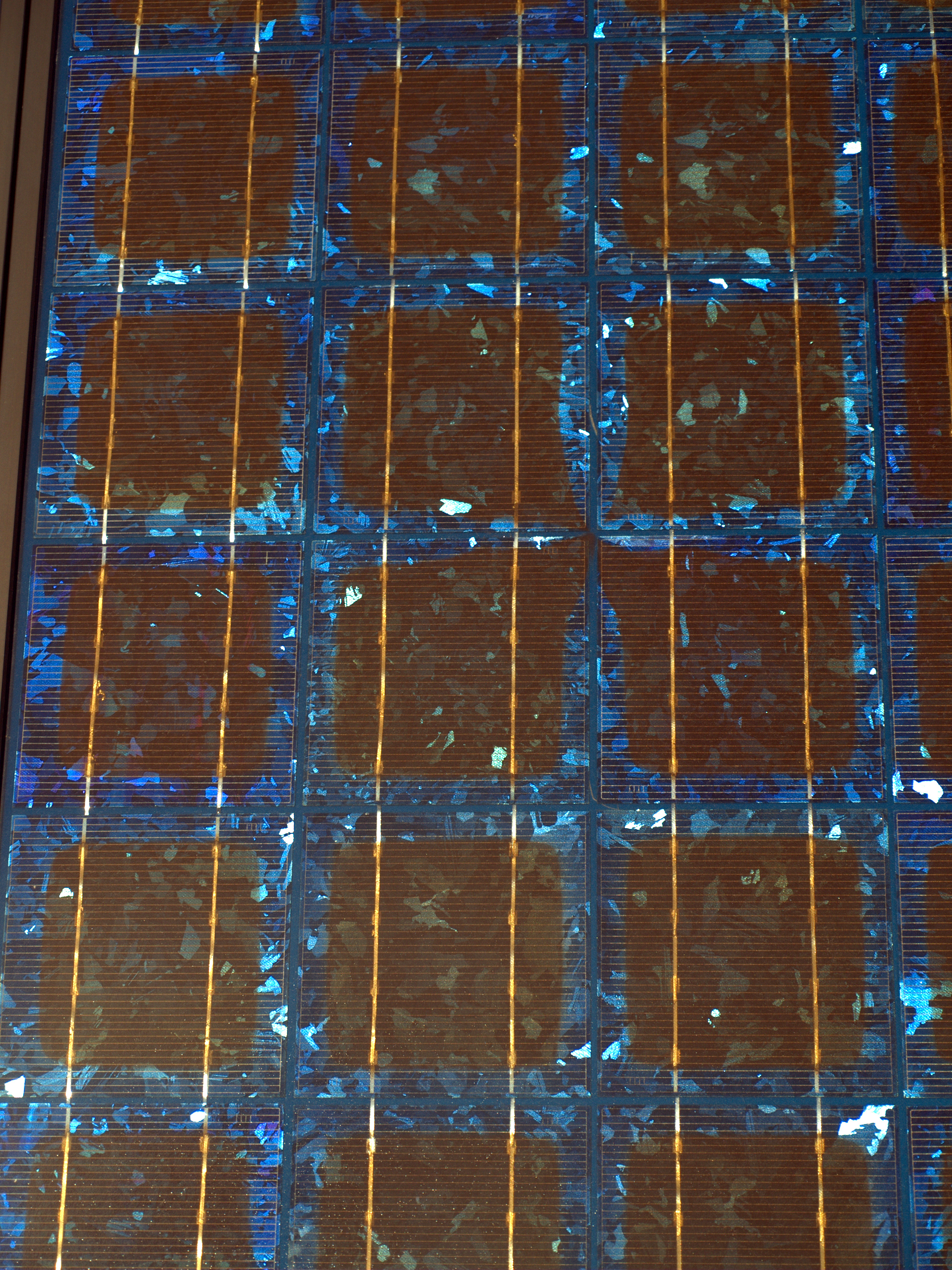
Celle solari di un impianto fotovoltaico

La potenza nominale di un impianto fotovoltaico si considera generalmente come la somma dei valori di potenza nominale di ciascun modulo fotovoltaico di cui è composto il suo campo, e si intende come il valore in Watt di picco, indicato con il simbolo: Wp e multipli (kWp, MWp, ...). Una indicazione più puntuale della potenza utile è quella della potenza in alternata, ovvero dopo l'inverter (una indicazione della potenza netta, utile, dell'impianto), valore che si indica in WCA (WAC sulle pubblicazioni in lingua inglese) e multipli (kWCA, MWCA, ...). In tale frangente, la potenza di picco, ovvero lorda, si indica con WCC (WDC sulle pubblicazioni in lingua inglese), per indicare che si tratta della potenza in corrente continua.
La superficie occupata da un impianto fotovoltaico è in genere poco maggiore rispetto a quella occupata dai soli moduli fotovoltaici, che richiedono, per la tecnologia silicio policristallino e silicio monocristallino, circa 4 m² / kW (per moduli di circa il 18-20% di efficienza esposti a Sud) ai quali vanno aggiunte eventuali superfici occupate dai coni d'ombra prodotte da ostacoli, tipo camini, antenne TV ecc., se montati in modo complanare alle superficie, invece se montati in modo non complanare si deve tenere conto dell'ombra che gli stessi pannelli producono e quindi la superficie impiegata è di circa 8 m²/kW.
Negli impianti su terreno o tetto piano, è prassi comune distribuire geometricamente il campo su più file, opportunamente sollevate singolarmente verso il sole, in modo da massimizzare l'irraggiamento captato dai moduli. Queste file vengono stabilite per esigenze geometriche del sito di installazione e possono o meno corrispondere alle stringhe.
In entrambe le configurazioni di impianto, ad isola o connesso in rete, l'unico componente disposto in esterno è il campo fotovoltaico, mentre regolatore, inverter e batteria sono tipicamente disposti in locali tecnici predisposti (es. cabina).
L'energia prodotta è tanto maggiore quanto più l'impianto gode di un'esposizione favorevole all'irraggiamento solare, che è funzione dell'eliofania e massima con determinati angoli di inclinazione rispetto ad un piano orizzontale al suolo e per esposizioni il più possibile verso sud.
Per massimizzare la captazione dell'irraggiamento solare si progettano e si realizzano moduli fotovoltaici ad inseguimento solare che adattano cioè l'inclinazione del pannello ricevente all'inclinazione dei raggi solari durante il giorno e la stagione.
Infine, occorre tenere presente l'“Efficienza del B.O.S.” (Balance of System), che nella lingua inglese significa considerare tutte le parti in gioco ed indica l'efficienza di tutta la catena che compone il sistema fotovoltaico, escluso i moduli stessi. Per BOS si intende l'insieme dei dispositivi e della componentistica elettrica/elettronica dell'impianto fotovoltaico, che trasferiscono l'energia prodotta dai moduli alla rete elettrica. Un valore accettabile è generalmente valutato intorno all'85%. In termini di potenze, un WCA equivale al prodotto dell'efficienza citata per un WCC (grosso modo il Wp).
L'effetto della temperatura sui moduli fotovoltaici viene solitamente quantificato mediante alcuni coefficienti relativi alle variazioni della tensione a circuito aperto, della corrente di cortocircuito e della potenza massima alle variazioni di temperatura. In questo documento, linee guida sperimentali complete per stimare i coefficienti di temperatura.

### Potenze e conto energia
La regolamentazione nazionale suddivide gli impianti fotovoltaici in vari gruppi, per dimensione, modalità di utilizzo e di posa. Prima in 3 gruppi:
- piccoli impianti: con potenza nominale inferiore a 20 kW;
- medi impianti: con potenza nominale compresa tra 20 kW e 50 kW;
- grandi impianti: con potenza nominale maggiore di 50 kW.

Questa classificazione è stata in parte dettata dalla stessa normativa italiana del Conto energia, tuttavia il 2º Conto Energia (febbraio 2007) definisce tre nuove tariffe incentivanti: da 1 a 3 kW, da 3 a 20 kW e oltre i 20 kW. 

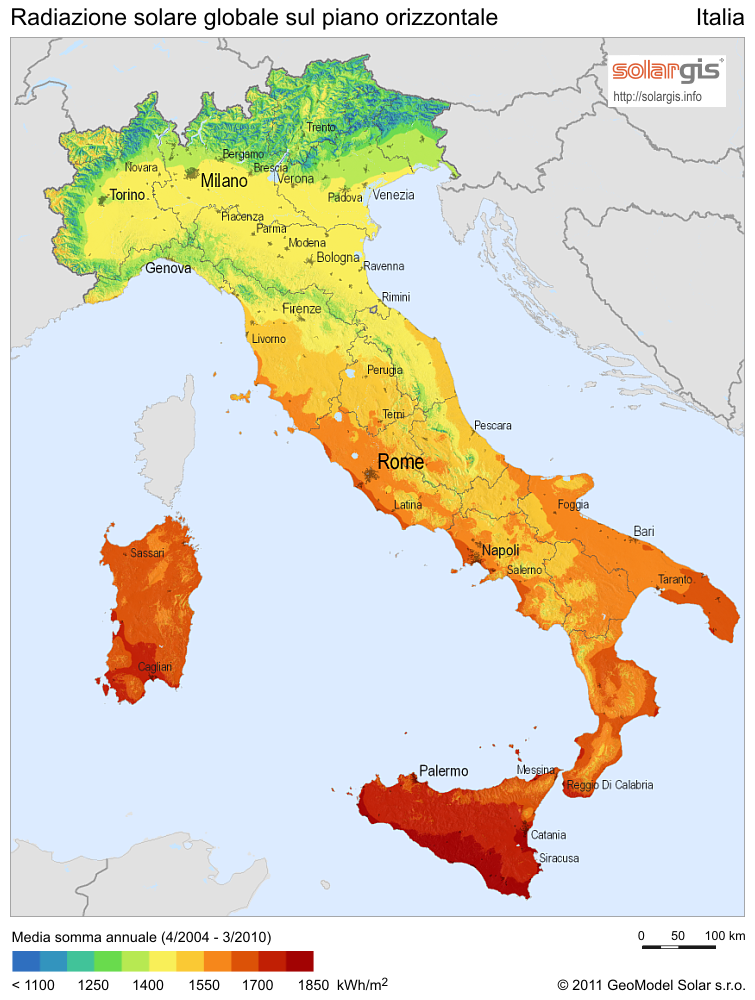
Radiazione Solare Italia

Con l'entrata in vigore del 4º Conto Energia (maggio 2011) vi è stato un'ennesima modifica alla normativa: la tariffa corrispondente per il 2012 è divisa per fasce di potenza, impianti su edifici od altri impianti e per semestre, es. nel 2º semestre per impianti su edificio fino a 3 kW avremo una tariffa pari a 0,252 €/kWh di energia generato.
Le fasce per gli impianti su edificio sono diventate: da 1 a 3 kW, da 3 a 20 kW, da 20 a 200 kW (limite Scambio Sul Posto), da 200 kW a 1 MW (limite piccoli), da 1 a 5 MW e oltre i 5 MW.
L'STMG e il Testo unico della produzione elettrica definisco i criteri di allacciamento per impianti fotovoltaici superiori a 1 kWp fino ad impianti di grandi dimensioni.
Negli ultimi anni ci sono state numerose critiche negative sia da parte di istituti di ricerca privati sia pubblici sulla necessità di proseguire con il conto energia a causa degli alti costi finanziari rispetto alla bassa produzioni di potenza elettrica.
Il 27 agosto 2012 entra in vigore il 5º Conto Energia, con un sistema incentivante completamente rivisto rispetto ai precedenti e che vede l'inserimento di un premio per l'energia autoconsumata ed un meccanismo di accesso a registri per gli impianti di potenza superiore a 12 kW o 50 kW se con rimozione amianto. Il 5º Conto Energia termina ufficialmente il 6 Luglio 2013 a seguito del raggiungimento del tetto limite di spesa di 6,7 miliardi di euro.

### Dimensionamento
Nell'ambito della progettazione, il dimensionamento di un impianto domestico si fa usualmente tenendo in conto: 
- la potenza media desiderata o necessaria a coprire un certo fabbisogno (ad es. se si vuole solamente coprire parzialmente o totalmente i propri consumi elettrici (kWh/annuo) (sottodimensionamento o dimensionamento pari al fabbisogno) oppure disporre di un surplus aggiuntivo di energia da vendere con relativo guadagno (sovradimensionamento));
- le condizioni di insolazione del luogo di installazione strettamente dipendenti dall'eliofania del posto a sua volta dipendente principalmente dalla latitudine, dall'esposizione, inclinazione e superficie disponibile, dalle condizioni medie di nuvolosità, dalle perdite (efficienza) dell'inverter.
- le ore equivalenti di funzionamento intese come rapporto tra la produzione e la potenza di picco (kWh/kW) che in Italia si aggira intorno alle 1200 ore/anno[4].

Da tutti questi fattori si risale alla misura della superficie di pannelli fotovoltaici necessaria a soddisfare le specifiche di impianto in termini di produzione richiesta, pervenendo di conseguenza ad una primitiva stima complessiva del costo di impianto, cui andranno poi aggiunti i costi delle componenti elettriche ed elettroniche (cavi e inverter) e i costi di installazione.
Le ore equivalenti di funzionamento: rapporto produzione/potenza (kWh/kW) che in Italia è intorno alle 1200 ore all'anno.
In tutti i casi risulta necessaria una valutazione o studio di fattibilità economica che valuti la realizzabilità tecnica e la convenienza economica ovvero costi e ritorni dell'investimento in base all'energia elettrica annuale stimata prodotta e ai tempi inevitabili di dismissione dell'impianto (lifetime).

### Portale autoconsumo GSE
Durante l'anno 2019, il GSE ha pubblicato il portale dell'autoconsumo Archiviato il 15 gennaio 2020 in Internet Archive. che permette ad ogni cittadino di poter approfondire il tema, dimensionare il proprio impianto e valutare l'andamento dei flussi di cassa. Per utilizzarlo basta inserire le superfici disponibili, i consumi elettrici e l'indirizzo della propria abitazione.

## Fattibilità su larga scala

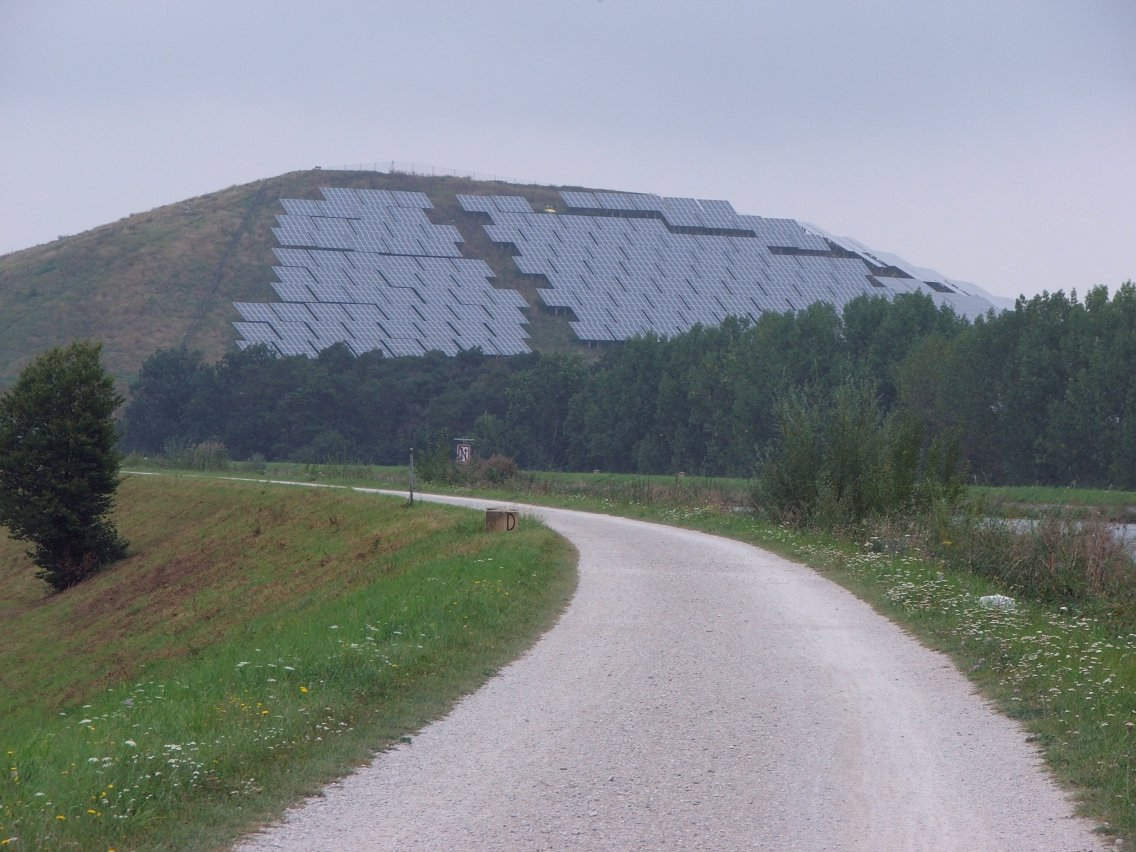
Una centrale fotovoltaica da 500 kWp

### La valutazione del costo/efficienza
Il principale ostacolo all'installazione di questo tipo di tecnologia è stato, per lungo tempo, l'alto costo degli impianti stessi, e di conseguenza dell'energia prodotta. Tali limiti sono stati fortemente ridotti negli ultimi anni dalla produzione in massa, conseguenza diretta dell'incentivazione offerta alla produzione di energia solare che ha portato ad un sostanziale abbattimento dei costi.
La ricerca sul silicio amorfo ha dato risultati inferiori alle aspettative, mentre risultati migliori sono stati ottenuti, in via sperimentale su diversi altri materiali (grafite, diseleniuro di indio e rame CiS, tellururo di cadmio, ecc.), per coprire il consumo energetico elettrico italiano sarebbero necessari circa 500 km² pari allo 0,17% del territorio italiano. Un'estensione pari a circa il comune di Foggia.
Molte speranze si possono riporre nel fotovoltaico, se integrato con gli altri sistemi di energia rinnovabile, (energia eolica, energia delle maree e energia da biomassa), per la sostituzione graduale delle energie a fonti fossili, le cui riserve sono limitate. Segnali di questo tipo provengono da diverse esperienze europee. In Germania in particolare, leader mondiale del settore, sono state avviate molte centrali elettriche fotovoltaiche utilizzando zone dismesse o tetti di grandi complessi industriali. Più discussa è viceversa l'installazione su aree agricole e collinari.
In Italia è consentita l'installazione di impianti fotovoltaici sulle aree agricole solo se soddisfano i requisiti in merito alla compatibilità ambientale (assenza in area di progetto di vincoli ambientali, idrogeologici, paesaggistici). L'attuale normativa non consente comunque l'accesso a incentivi economici per la produzione fotovoltaica in caso di installazioni in aree agricole. Nei paesi particolarmente soleggiati, tra cui l'Italia, per impianti a terra, in competizione al fotovoltaico è la tecnologia termoelettrica a concentrazione solare, in particolare nella versione con accumulo termico. Questa tecnologia, oltre ad utilizzare il Sole come fonte, risolve il problema della dispacciabilità, affrontato nel paragrafo seguente, che il fotovoltaico, attualmente, affronta con l'abbinamento a svariate soluzioni convenzionali: impianti idroelettrici a pompaggio e impianti turbogas.

### La valutazione dell'intermittenza e della variabilità
La produzione energetica solare è intrinsecamente legata al ciclo giorno-notte, varia inoltre durante la giornata e durante l'arco dell'anno in base alla posizione del Sole, risente di cali improvvisi di diversa intensità dovuti al passaggio delle nuvole. Intermittenza e variabilità sono problemi condivisi anche dagli impianti a energia eolica. Infine, anche la richiesta di energia è parzialmente prevedibile e risente di grandi variazioni giornaliere, stagionali, casuali. La produzione effettiva media e costante di energia risulta infatti essere molto minore della produzione teorica massima.
Per garantire un flusso omogeneo di energia, proporzionato alla domanda, gli impianti domestici usano il fotovoltaico in affiancamento alla rete elettrica, come risparmio occasionale. Un impianto domestico indipendente, e a maggior ragione un impianto su larga scala, necessita l'affiancamento di soluzioni di accumulo energetico e gestione programmata.
Si cerca pertanto di implementare delle smart grid, reti intelligenti nella gestione dei flussi di energia non solo dalla produzione all'utilizzatore (produzione, trasmissione, distribuzione), ma in una logica di adattamento continuo alle variazioni (con affiancamento di sistemi informatici per il rilevamento dati e la gestione).
Nodo fondamentale è il sistema di accumulo: quello più comune è una stazione con batterie ricaricabili per immagazzinare energia in eccesso che viene restituita in rete quando manca l'approvvigionamento alla fonte. L'accumulo energetico può essere realizzato anche in ambito idroelettrico o gravitazionale, sfruttando l'eccesso di energia fotovoltaica per riportare l'acqua o i pesi a monte del generatore.

### La valutazione della performance con termografia

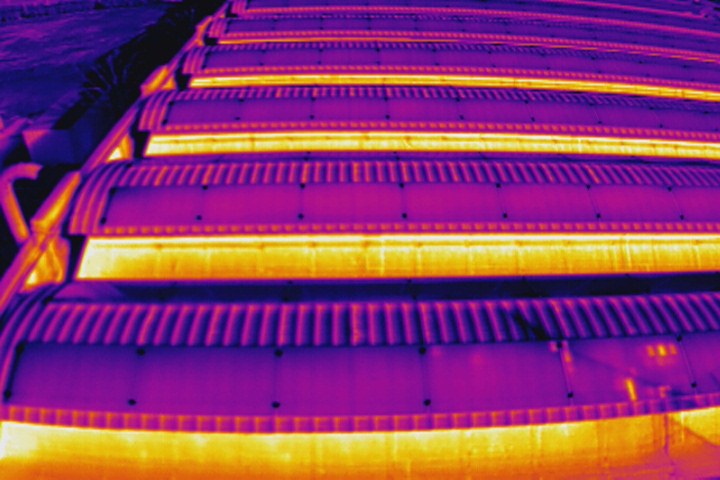
Immagine Termica realizzata con drone termico [https://redrone.it/termografia-fotovoltaico/ redrone

Per effettuare valutazioni delle performance di un impianto fotovoltaico in attività si utilizza la termografia con drone. La termografia per fotovoltaico è una tecnica di ispezione non invasiva che consente di individuare anomalie nei pannelli solari senza interrompere la produzione di energia. Grazie alla tecnologia dei droni termografici, si potrà analizzare rapidamente vaste aree di impianti solari, riducendo tempi e costi rispetto ai metodi tradizionali con termocamera a mano.

### La valutazione dei materiali
Una delle questioni che riguardano un possibile utilizzo su vasta scala dell'energia fotovoltaica è relativa alla produzione di grandi quantità di moduli fotovoltaici, che comporterebbe la necessità di reperire quantità rilevanti di materie prime minerali per effetto della ridotta densità energetica di tale tecnologia e il dover lavorare, in fase di fabbricazione, anche grossi quantitativi di sostanze tossiche.
Ad esempio, se si volesse produrre tutta l'energia elettrica di cui l'Italia necessita tramite l'energia fotovoltaica, per quanto riguarda le principali sostanze tossiche necessarie alla produzione di silicio di grado solare, si dovrebbero utilizzare circa 10,4 milioni di tonnellate di acido cloridrico, 186.000 tonnellate di tetraclorosilano più altre sostanze tipo cadmio, germanio e arsenico - mentre per quanto riguarda l'utilizzo di alcuni materiali rari, come ad esempio l'argento, si avrebbe bisogno di circa 18.600 tonnellate di pasta d'argento e circa 130.000 tonnellate di pasta Ag/Al (5,59 kg/m² di HCl, 0,10 kg/m² di SiCl4, 0,01 kg/m² di pasta d'argento, 0,07 kg/m² di pasta Ag/Al); non vengono considerati in tale calcolo i materiali necessari alla costruzione degli inverter, all'adeguamento della rete elettrica (smart grid) a causa della produzione non programmabile e alla costruzione delle infrastrutture necessarie per lo stoccaggio dell'energia elettrica in eccesso non immediatamente consumata da utilizzare poi nei periodi di scarso soleggiamento (soprattutto nel periodo invernale e la notte) come ad esempio bacini idroelettrici di accumulo, impianti elettrochimici, idrogeno, aria compressa ecc.
L'affidabilità a lungo termine dei moduli fotovoltaici è fondamentale per garantire la fattibilità tecnica ed economica del fotovoltaico come fonte energetica di successo. L'analisi dei meccanismi di degrado dei moduli fotovoltaici è fondamentale per garantire una durata di vita attuale superiore a 25 anni.

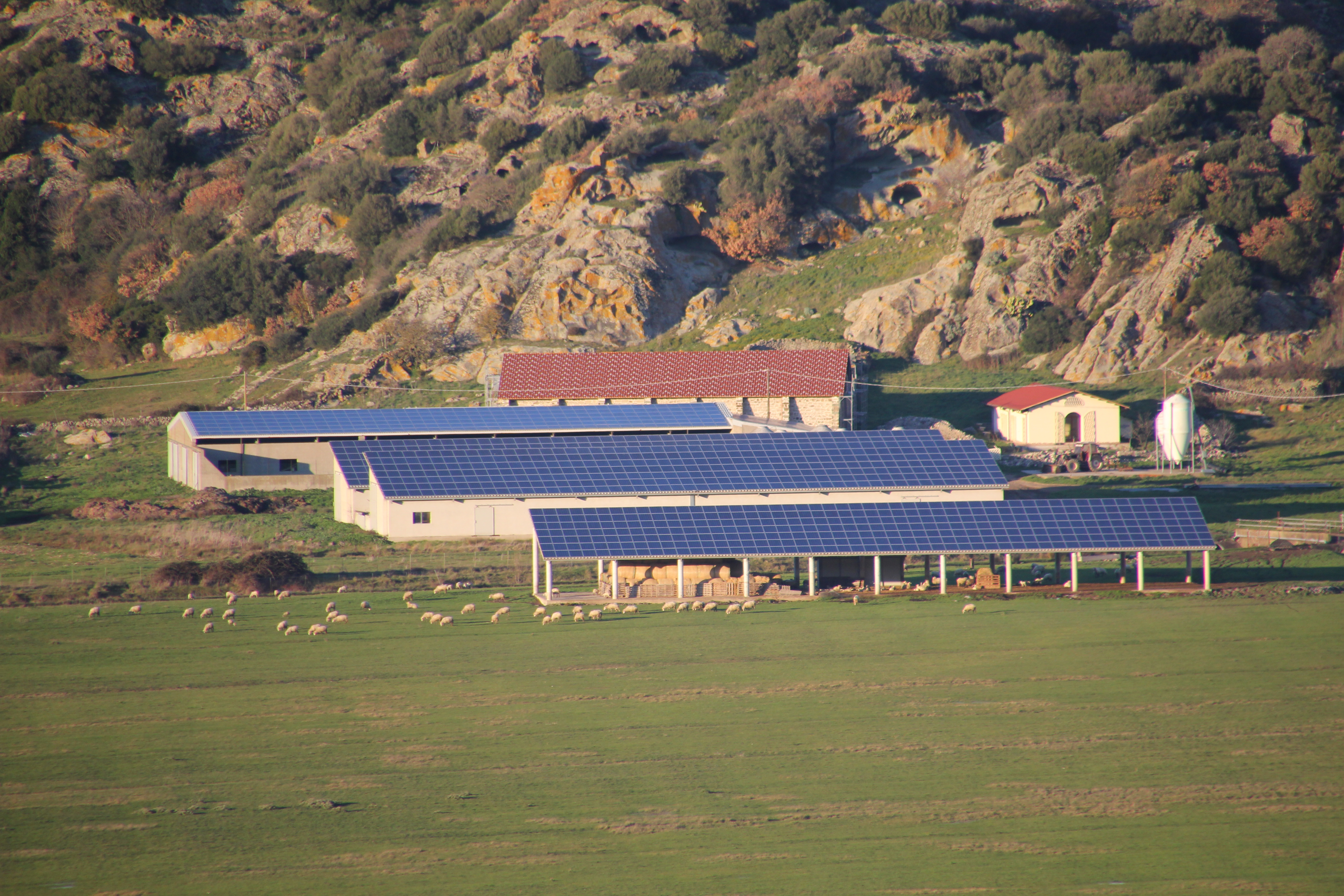
Impianto fotovoltaico in una azienda agricola

## Diffusione

### Mondo
Anno 2019: dai dati statistici di TERNA risulta una produzione di energia elettrica fotovoltaica pari a 694,741 TWh su un totale di energia elettrica prodotta pari a 27.031,4 TWh (contributo del 2,57%) con una potenza fotovoltaica installata pari a 587,441 GW.

### Europa
Anno 2019: dal rapporto statistico GSE risulta che il contributo dell'energia fotovoltaica al fabbisogno di energia totale lorda (1155 Mtep - consumi finali lordi) è stato dello 0,94% (consumi finali lordi da FER = 219 Mtep di cui il 5% da energia fotovoltaica).

### Italia
Anno 2022: dal rapporto statistico GSE, risulta una produzione lorda di energia solare fotovoltaica pari a 28.121 GWh, contribuendo col 22% alla produzione totale di energia rinnovabile in Italia con una potenza efficiente lorda fotovoltaica installata pari a 25.064 MW (Energia da fonti rinnovabili - Rapporto statistico 2019).

### Gli impianti fotovoltaici più grandi al mondo
Alcuni esempi di grossi impianti fotovoltaici nel mondo sono:
- Longyangxia Hydro-solar PV Station in Cina, capace di produrre 850 MW
- Topaz Solar Farm a San Luis Obispo, California; 550 MW, In grado di produrre 1053,37 GWh nel 2014.
- Desert Sunlight Solar Farm nel deserto del Mojave, California; 550 MW, inaugurato nel febbraio 2015, utilizza pannelli a film sottile in CdTe.[19]
- Valdecaballeros di Elecnor a Badajoz, Spagna; 108 MW.
- Sarnia, nell'Ontario, Canada; 97 MW, che conta più di 420.000 moduli fotovoltaici.
- Parco fotovoltaico di Montalto di Castro (Viterbo); 84,2 MW, con oltre 276.000 moduli installati.
- Solarpark Finsterwalde I, II, III - Finsterwalde, Germania; 80,7 MW.
- Parco fotovoltaico di Rovigo, nel comune di San Bellino; 70 MW.
- Parco fotovoltaico Olmedilla de Alarcón, Spagna; 60 MWp.
- Il più grande impianto su tetto è quello costruito sui tetti del Centro Ingrosso Sviluppo Campano (CIS) in Nola, Napoli, con una potenza di 25 MW di picco.
- Il più grande impianto fotovoltaico architettonicamente integrato in funzione è quello sull'area Koris a Trissino (Vicenza), con 8420 moduli per un totale di 1,98 MWp. L'integrazione architettonica consiste nell'impiego dei moduli fotovoltaici come copertura degli edifici grazie ad una struttura in acciaio inox con brevetto europeo di progettazione italiana. L'impianto è in funzione dal 25 maggio 2011 e produce circa 2,3 GWh di energia con un risparmio di 1200 tonnellate di CO2 all'anno.
- Il più grande impianto in facciata al mondo è quello costruito sulla sede del produttore di moduli fotovoltaici cinese Suntech Power, per un totale di 1 MWp su 6900 m2[20]. La stessa azienda detiene anche l'attuale record mondiale per capacità produttiva con 1 GWp/anno di moduli fotovoltaici prodotti e commercializzati[21]. La giapponese Sharp deteneva il precedente primato fin dagli albori del fotovoltaico.

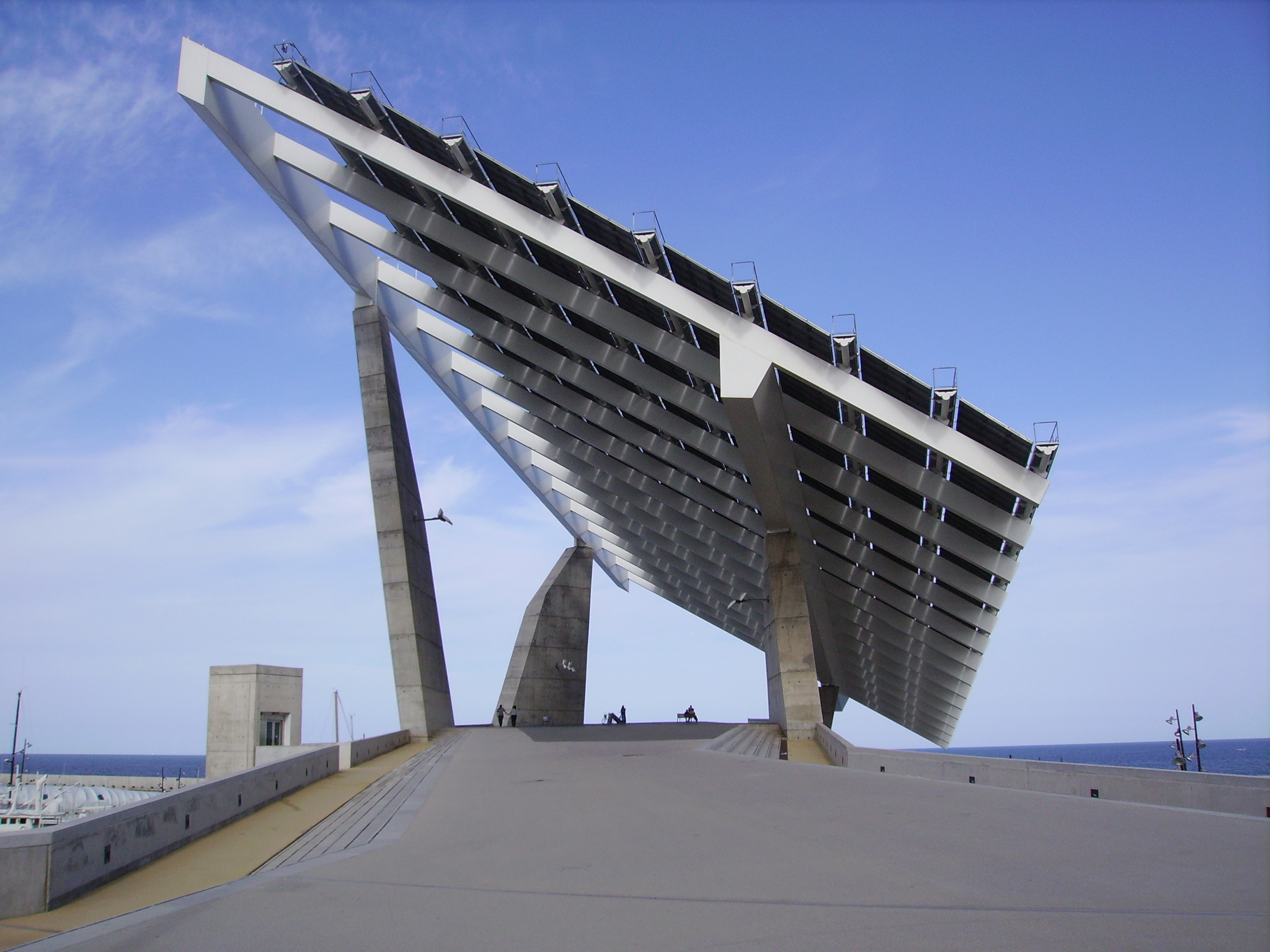
La Pergola solare a Barcellona

- La Pergola Solar realizzata da un pool di aziende europee presso il Parc del Forum adiacente al porto di Barcellona, Spagna, raccoglie moduli fotovoltaici per un totale di 444 kWp su un'unica vela di 112 metri x 50 metri sospesa a mezz'aria (quasi un campo di calcio regolamentare)[22].
- La più grande centrale fotovoltaica pubblica d'Europa si trova nel comune di Paitone (Brescia) in Valle Sabbia, con una fornitura prevista media di 8,9 MW (quella di picco è molto maggiore: viene già considerato il fattore di carico).
- La serra fotovoltaica più grande al mondo si trova nel comune di Villasor (Sud Sardegna). Su una superficie di 27 ettari, dotata di 84000 pannelli in un solo campo solare e 134 serre, produce 20 MW. La centrale verde è stata realizzata con un investimento di 70 M€ dall'azienda indiana Mbcel in collaborazione con l'americana General Electric.
- Il parco solare Scornicești - Power Clouds nella cittadina di Scornicești in Romania è tra i pochi esempi al mondo di parco solare partecipato, ossia che rende disponibile la titolarità di porzioni dell'impianto esso a acquirenti privati

Il 3 giugno 2024 nel deserto dello Xinjiang è stato inaugurato un impianto grande 2.000 ettari, capace di produrre 5 GW e 6,09 miliardi di chilowattora all'anno. Il precedente record mondiale di capacità installata era cinese ed era di 3 GW